# Zapotok (gmina Sodražica)
Zapotok – wieś w Słowenii, w gminie Sodražica. W 2018 roku liczyła 164 mieszkańców.